# Turrisipho moebii
Turrisipho moebii är en snäckart som först beskrevs av Dunker och Metzger 1874.  Turrisipho moebii ingår i släktet Turrisipho och familjen valthornssnäckor. Inga underarter finns listade i Catalogue of Life.